# Ангел Бълев
Ангел Стоев Бълев, известен като Ангата, е български политик, деец на Българската комунистическа партия.

## Биография
Бълев е роден в лъгадинското село Негован, тогава в Османската империя, днес в Гърция. След като родното му село попада в Гърция след Междусъюзническата война семейството на Бълев емигрира в България и се заселва в Петрич, където Бълев завършва основно училище в 1923 година. Работи като бакърджия. В 1925 година се включва в комунистическото движение. В 1931 година става член на БКП, а от следната 1932 година и на ВМРО (обединена). Бълев е дългогодишен секретар на околийския комитет на БКП в Петрич – от 1932 до 1942 година, когато е арестуван и осъден. В началото на 1944 година е в „черните роти“ във Валовища и в Рупел.
След Деветосептемврийския преврат в 1944 година е народен представител във Великото народно събрание. До смъртта си в 1967 година заема различни партийни и държавни длъжности в Петрич и Благоевград – от 1950 до 1952 и от 1954 до 1955 е секретар на околийския комитет, а от 1955 до 1959 на градския комитет на БКП в Петрич, от 1959 до 1963 година е председател на Градския народен съвет.